# Dreamtime
Dreamtime är rockbandet The Cults debutalbum. Albumet nådde plats 21 i Storbritannien och silvercertifierades av BPI efter att det hade sålt i 60 000 ex. Den första singeln Spiritwalker nådde förstaplatsen på independentlistan i Storbritannien.

## Låtlista
Samtliga låtar skrivna av Ian Astbury och Billy Duffy om inte annat anges.
1. A1 "Horse Nation" – 3:45
2. A2 "Spiritwalker" – 3:39
3. A3 "83rd Dream" – 3:38
4. A4 "Butterflies" – 3:00
5. A5 "Go West" – 3:59
6. B1 "Gimmick" – 3:33
7. B2 "A Flower in the Desert" (Astbury/Jepson/Burroughs/Quereshi) – 3:42
8. B3 "Dreamtime" – 2:47
9. B4 "Rider in the Snow" – 3:11
10. B5 "Bad Medicine Waltz" – 5:55
  - "Bone Bag" – 3:47 (CD bonusspår)
  - "Sea and Sky" – 3:32 (CD bonusspår)
  - "Resurrection Joe" – 6:07 (CD bonusspår)
  - "Love Removal Machine" ("Peace" version) (Endast Ryssland och Östeuropa)
  - "Zap City" (Endast Ryssland och Östeuropa)

## Medverkande
- Ian Astbury - sång
- William H Duffy - gitarr
- Jamie Stewart - bas, bakgrundssång
- Nigel Preston - trummor

- Mich Ebeling - bakgrundssång på "Gimmick"